# Enrico Morozzo Della Rocca
Enrico Morozzo Della Rocca (20 juin 1807, Turin-17 août 1897, Luserna San Giovanni), comte de Morozzo, marquis de Bianzè, seigneur de San Genuario, co-seigneur de Roasio et de Toricella, Noble des marquis de Rocca de'Baldi et Noble des seigneurs du marquisat de Ceva, fut un général et politicien italien du Risorgimento. Il fut entre autres, ministre de la Guerre du royaume de Sardaigne.

## Biographie
Enrico Morozzo Della Rocca faisait partie de la noble famille Morozzo Della Rocca, originaire de Morozzo mais transféré à Turin. Il était le fils du comte Carlo Filippo Morozzo Della Rocca et de sa femme, Gabriella Sofia Cisa Asinari de Gresy, une noble dame de Savoie.

Il commença sa carrière militaire en 1816 en fréquentant la Regia Accademia Militare di Torino. Le 2 avril 1824, il fut nommé lieutenant puis capitaine le 11 février 1831. Il continua ainsi de monter en grade : major (30 avril 1843), colonel (24 mai 1848), major général (12 mai 1849). Il arriva enfin au poste de ministre de la Guerre du royaume de Sardaigne en 1849.

Durant la première guerre d'indépendance italienne, il participa à la bataille de Santa Lucia le 6 mai 1848.

Le 4 juillet 1857, il devint lieutenant général puis lieutenant général et chef d’état major le 22 avril 1859. C'est avec ce grade qu'il participa à la campagne d'Italie (1859). Le 6 octobre 1860, il nommé général d'armée et il guida le Ve corps d'armée piémontais pendant l'invasion du royaume des Deux-Siciles. Pendant cette campagne il participa au siège d'Ancône et celui de Capoue qui dura seulement 3 jours.

En 1866, durant la troisième guerre d'indépendance italienne, il commanda le III corps d'armée des troupes italiennes avec lesquels il participa à la bataille de Custoza qui fut un échec.

En 1842, il avait été premier écuyer du duc de Savoie qui devint par la suite le roi Victor-Emmanuel II d'Italie. Il monta ainsi dans les charges administratives en devenant son premier aide de camp en 1857, titre qu'il gardera jusqu'en 1878. Le 5 mai 1882, il devint le premier aide de camp de sa majesté Humbert Ier d'Italie et fut quelques années plus tard l'ambassadeur de l'Italie pendant le sacre du roi de Prusse. 

## Distinctions
- Chevalier de l'ordre impérial de Léopold
- Chevalier grand-croix de l'ordre civil du royaume de Saxe
- Chevalier grand-croix de l'ordre d'Aviz
- Grand officier de l'ordre de Léopold
- Chevalier de l'ordre de Saint-Stanislas
- Grand-croix de l'ordre des Saints-Maurice-et-Lazare
- Grand-croix de la Légion d'honneur
- Chevalier de l'ordre suprême de la Très Sainte Annonciade
- Chevalier grand-croix de l'ordre militaire de Savoie
- Chevalier de l'ordre de l'Aigle noir
- Grand-croix de l'ordre de la Tour et de l'Épée
- Chevalier grand-croix de l'ordre de la Couronne d'Italie
- Chevalier grand-croix de l'ordre de Saint-Stéphane du Portugal
- Médaille d'argent de la Valeur militaire (Italie)
- Médaille d'or de la Valeur militaire (Italie)
- Médaille commémorative de la campagne d'Italie
- Médaille commémorative de l'Unité italienne
- Médaille Mauriziana